# کانوولوتیندول ای
کانوولوتیندول ای (به انگلیسی: Convolutindole A) با فرمول شیمیایی C14H17Br3N2O2 یک ترکیب شیمیایی با شناسه پاب‌کم 5324072 است. 